# Hubert von Meyerinck
Hubert "Hubsi" von Meyerinck (23 de agosto de 1896 - 13 de mayo de 1971) fue un actor de cine, teatro y televisión de origen alemán. Apareció en más de 280 películas entre 1921 y 1970. 

## Biografía
Meyerinck nació en Potsdam, Brandeburgo, hijo de Friedrich von Meyerinck (1858-1928), Hauptmann (capitán) del ejército prusiano. Creció en las propiedades de su familia en la provincia de Posen y asistió a la escuela secundaria secundaria en Godeberg. Tras aprobar sus exámenes Abitur, fue llamado al servicio militar como cadete en la Primera Guerra Mundial, pero pronto fue despedido debido a una enfermedad pulmonar.
En 1917 debutó como actor de teatro en el Schauspielhaus de Berlín y de 1918 a 1920 continuó su carrera en el Kammerspiele de Hamburgo. De regreso a Berlín actuó en obras de vanguardia de Carl Sternheim, así como en varias revistas y locales de kabarett. Posteriormente regresó al teatro clásico con compromisos en el Deutsches Theatre y el Lessing Theatre, actuando como El inválido imaginario, Mefistófeles, pero también como el Capitán de Köpenick o como Meckie Messer en la Ópera de tres centavos de Brecht.
A partir de 1920, Meyerinck actuó como actor de cine mudo, donde desarrolló una apariencia distintiva con su frente alta y bigote, a menudo enfatizando su expresión hipnótica luciendo un monóculo. Supo continuar su carrera en la era del cine sonoro gracias a su inconfundible voz ronca, que complementaba perfectamente su fisonomía, teniendo un orden permanente para papeles de sinvergüenzas y charlatanes.
Comúnmente identificado como homosexual corrió el riesgo de ser encarcelado por las autoridades nazis al igual que su amigo Kurt von Ruffin , sin embargo, actuó en numerosas películas de entretenimiento del cine nazi. Después de la Segunda Guerra Mundial, Meyerinck siguió siendo uno de los actores más activos del cine de Alemania Occidental. Interpretó a un funcionario extravagante, un noble tortuoso o un impostor en numerosas comedias cinematográficas, a menudo junto con Peter Alexander y la joven Ilja Richter , pero también en varias películas de Edgar Wallace de los años 60. La revista Der Spiegel calificó el papel de Meyernick en numerosas películas como un "Erich von Stroheim cómico, que parodiaba el prusianismo y lo hacía ridículo". También continuó como actor de teatro, desde 1966 en el conjunto del Teatro Thalia de Hamburgo.
Hubert von Meyernick hizo una de sus pocas apariciones cinematográficas de Hollywood en la sátira cinematográfica de Billy Wilder Uno, dos, tres (1961), interpretando en un papel secundario memorable al aristócrata sin dinero, el conde Waldemar von und zu Droste-Schattenburg , que adopta a Horst Buchholz para razones financieras. Las habilidades de Meyernick en inglés eran bastante limitadas, por lo que fue doblado por el actor germano-estadounidense Sig Ruman . El judío Billy Wilder habló sobre Meyernick en una entrevista de 1997 con Der Spiegel : "Recuerdo a un actor gay, lo llamábamos Hubsi, Hubert von Meyernick. Nunca se jactaba de eso, pero durante la Kristallnacht iba por la Kurfürstendamm y decía: Si alguno de ustedes es judío, ¡síganme! Él escondió a la gente en su apartamento. Sí, había gente decente, cuyas palabras se podían creer, que era difícil hacer resistencia en esa época . Personas como Meyernick eran maravillosas, maravillosas. "

## Muerte
Meyerinck murió de insuficiencia cardíaca el 13 de mayo de 1971 en Hamburgo. Está enterrado en el cementerio de Schladen, cerca de Braunschweig.

## Filmografía seleccionada
- 1920: Die Todesmaske
- 1921: Sehnsucht
- 1921: Der Mann ohne Namen
- 1926: Manon Lescaut
- 1929: Ludwig der Zweite, König von Bayern
- 1961: One, Two, Three
- 1967: Frank der Fünfte
- 1967: Wenn Ludwig ins Manöver zieht
- 1968: Im Banne des Unheimlichen
- 1968: Der Gorilla von Soho
- 1968: Otto ist auf Frauen scharf
- 1969: Der Mann mit dem Glasauge
- 1969: Dr. med. Fabian – Lachen ist die beste Medizin
- 1969: Charley’s Onkel
- 1970: Wenn die tollen Tanten kommen
- 1970: Nachbarn sind zum Ärgern da